# 원화중학교
원화중학교(源花中學校)는 대한민국 대구광역시 달서구 성당동에 있는 사립 중학교이다.

## 학교 연혁
- 1953년 2월 18일 : 재단법인 원화학원 설립 인가(원화여자중학교, 문화 제275호)
- 1953년 2월 18일 : 김일권 선생 학교법인 원화학원 초대 이사장 취임
- 1953년 2월 26일 : 원화중학교 설립인가(문보 제240호, 6학급 주간 3학급, 야간 3학급)
- 1953년 2월 26일 : 이응창 선생 초대 교장 취임(중.고 겸직)
- 1953년 3월 21일 : 제1회 졸업식(졸업생 71명)
- 1956년 2월 7일 : 『원화』 교지 제1호 발행(창간호)
- 1957년 3월 31일 : 대신동 교사 별관 2층 6개 교실 신축(시멘트 벽돌 기와)
- 1978년 3월 2일 : 주간 24학급(야간부폐지)으로 감축
- 1980년 7월 24일 : 원화중ㆍ고 학교법인 조양회관으로 통합
- 1981년 2월 1일 : 학교 위치 변경 인가(성당동 644번지)
- 1981년 3월 1일 : 성당동 현 교사(校舍)로 학교 이전
- 1981년 6월 15일 : 성당동 신교사 준공 검사필(제396호)
- 1982년 10월 15일 : 동암기념관 준공 개관
- 2002년 7월 9일 : 여학교에서 남녀공학으로 개편
- 2002년 8월 20일 : 학교 급식시설 준공
- 2002년 9월 1일 : 원화도서관 이전 개관
- 2003년 3월 1일 : 원화 중학교로 개명 (남녀공학)
- 2004년 2월 9일 : 신관 건물 신축 준공
- 2021년 3월 1일 : 안형건 선생 제13대 교장 취임
- 2022년 1월 4일 : 제70회 졸업식 거행(졸업생 수 142명, 총 졸업생 24,342명)
- 2022년 1월 19일 : 이욱 선생 학교법인 조양회관 제8대 이사장 취임
- 2022년 3월 2일 : 신입생 168명(남 69명, 여 99명) 입학

## 참고 자료
- 원화중학교 - 한국교육학술정보원 학교알리미